# Église des Saints-Théodore
Ne doit pas être confondue avec l'église Saints-Théodore d'Athènes.
 (mars 2022).
Si vous disposez d'ouvrages ou d'articles de référence ou si vous connaissez des sites web de qualité traitant du thème abordé ici, merci de compléter l'article en donnant les références utiles à sa vérifiabilité et en les liant à la section « Notes et références ».
L'église des Saints-Théodore, en grec moderne : Ναός Αγίων Θεοδώρων, Agioi Theodoroi, est une église de la ville médiévale de Mistra en Laconie dans le Péloponnèse en Grèce. 
L'église est dédiée aux mégalomartyrs Théodore Tiron et Théodore le Stratilate.

## Histoire
L'église du XIIIe siècle était entourée d'un cimetière et avait fonction de nécropole.

## Description
Cette église est en plan en croix avec une coupole à 16 fenêtres, disposées sur une structure octogonale.
Quatre chapelles funéraires ont leur entrée dans les bras du transept.
L'abside est décorée de carreaux émaillés disposés en lignes horizontales.

## Quelques vues de l'église

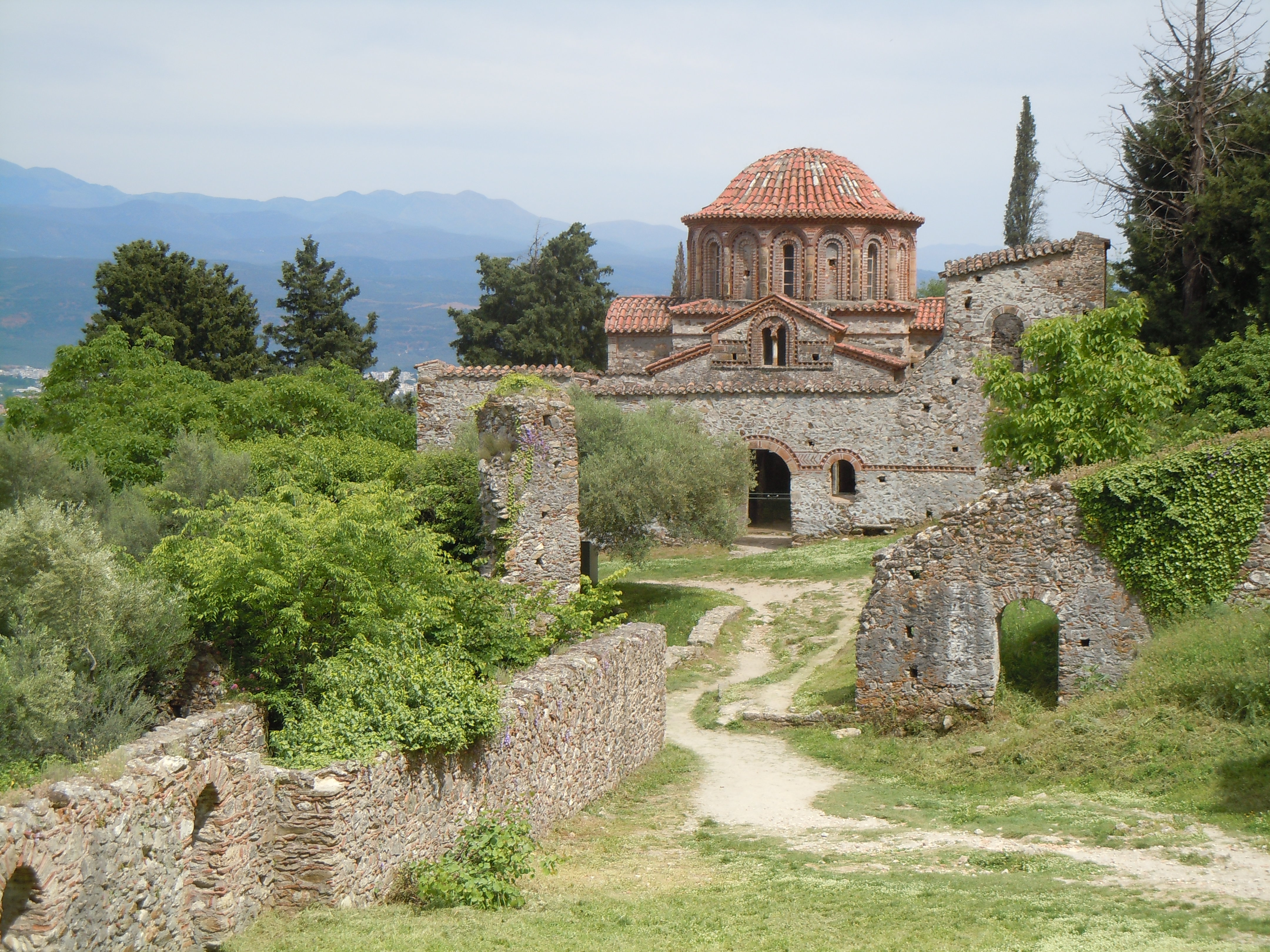
Vue du site, coté ouest.
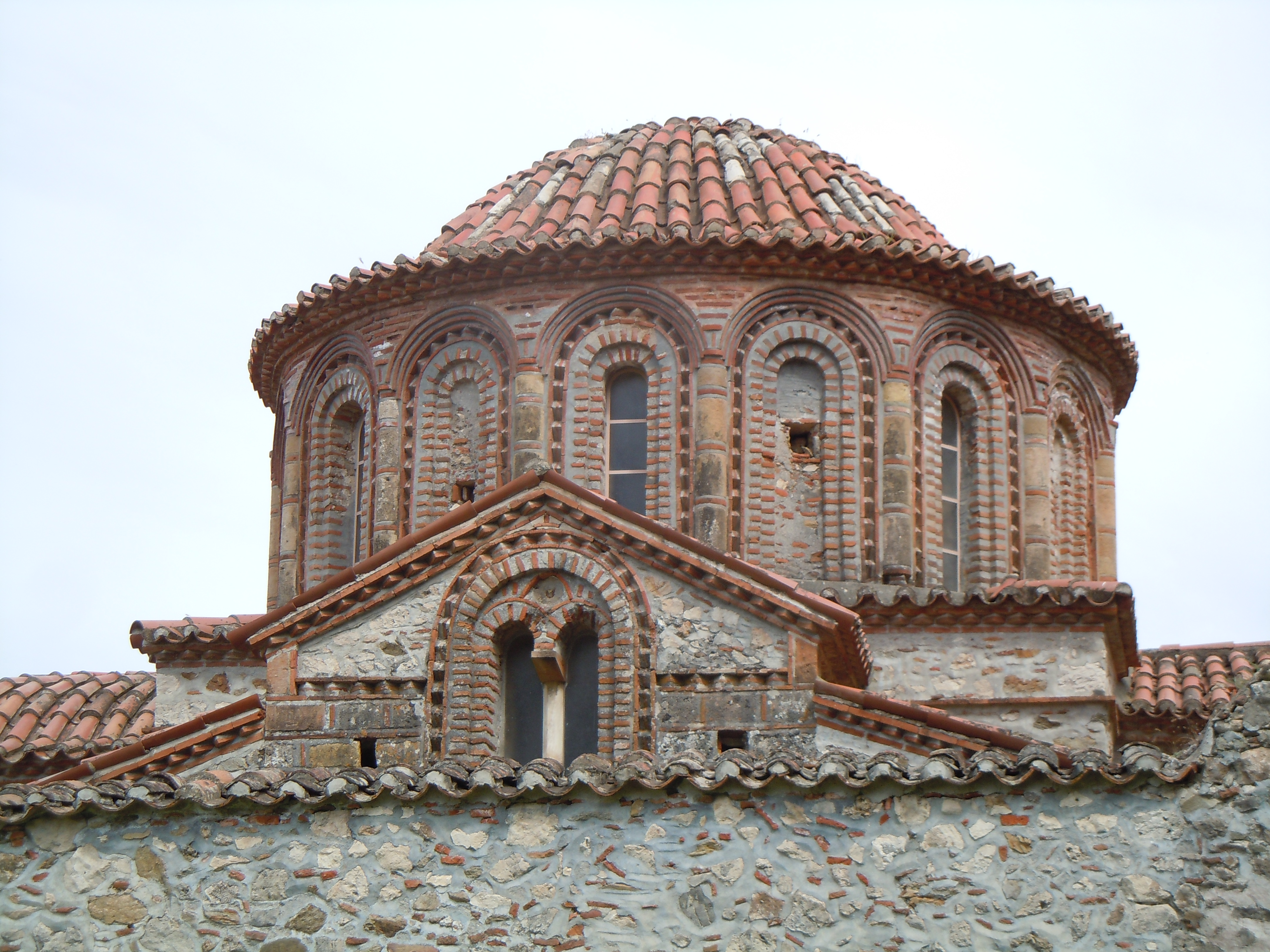
Vue du dôme.